# ملعب النجف
ملعب النجف هو ملعب يستخدم لمباريات كرة القدم لنادي النجف العراقي يقع في النجف في العراق ويتسع ل15000 متفرج.
يقع الملعب في حي الحسين ويحاذيه من اليمين حي الغدير اما المنطقة التي امام الملعب فتسمى بالحزام الأخضر وأيضا تسمى منطقة الوادي أي وادي السلام وفيها مرقد السيد محمد باقر الصدر اما الشارع الذي امام الملعب فهو معروف بطريق النجف كربلاء حاليآ وهو يوصل أيضا ببغداد ويتفرع إلى مناطق عدة ويسمى أيضا بطريق الملعب